# Nanker
 (décembre 2023).
Si vous disposez d'ouvrages ou d'articles de référence ou si vous connaissez des sites web de qualité traitant du thème abordé ici, merci de compléter l'article en donnant les références utiles à sa vérifiabilité et en les liant à la section « Notes et références ».
Jan Kołda armoiries Oksza, dit Nanker né entre 1265 et 1270 à Kamień en Haute-Silésie et mort le 10 avril 1341 à Nysa, fut évêque de Cracovie de 1320 à 1326, puis évêque de Wrocław de 1326 à 1341.

## Biographie
Nanker était issu de la noblesse de Bytom. Après une formation au séminaire de Cracovie il devint en 1304 chanoine de la cathédrale de Cracovie et l'année suivante archidiacre de Sandomierz. De 1305 à 1308, il étudia le droit à Bologne. À son retour en Silésie, partisan de la politique de restauration de l'unité des provinces polonaises menée par l’archevêque de Gniezno Jakub Świnka et duc Władysław Ier, il s'est mis au service de ce dernier, s'acquittant pour lui de plusieurs missions diplomatiques et juridiques. Grâce à la protection de Władysław, il devint en 1316 chancelier du duché de Sieradz, en 1318 archiprêtre de la basilique Sainte-Marie de Cracovie et enfin en 1319 doyen de cette cathédrale.

### Évêque de Cracovie
À la mort de l’évêque de Cracovie Jan Muskata, le roi Władysław appela Nanker à le remplacer le 20 janvier 1320. La confirmation du pape Jean XXII fut prononcée en mars 1320. La consécration fut célébrée par l’archevêque de Gniezno Janisław I .
Dès le mois de novembre 1320, Nanker convoqua un synode diocésain, au cours duquel il promulgua plusieurs statuts définissant les attributions spirituelles du clergé et qui donnaient une première constitution au diocèse. C'est sous son apostolat à Cracovie que débutèrent les travaux de la cathédrale gothique du Wawel.

### Évêque de Wrocław
Nanker s'étant querellé avec le roi Władysław, le souverain polonais obtint en 1326 du pape Jean XXII le déplacement de l'évêque dans le diocèse de Wrocław, vacant depuis 1319. Cette nomination contrariait le chapitre aussi bien que la bourgeoisie allemande de Wrocław. Cela explique que Nanker ait échoué à poursuivre ses réformes, et qu'il ait demandé à de multiples reprises au pape son rappel à Cracovie.
Avocat de la polonité de la Silésie, Nankier s'opposa en 1335 à la réunification de la Silésie et de la Bohême, bien que le roi Kazimierz s'y fût engagé par le Traité de Trenčín, et qu'une majorité du chapitre, menée par le prévôt Nicolas de Banz eût épousé le parti du roi Jan de Bohême.
Une nouvelle altercation eut lieu en 1337 avec le roi Jan de Bohême, lorsque ce dernier, au terme de négociations avortées, s'empara de la forteresse de Milicz aux confins du Royaume de Pologne. Jan ayant refusé de remettre le château, Nanker le frappa d’excommunication. Par crainte de représailles, Nankier s'enfuit à Nysa, d'où il prorogea l'excommunication de Jan en 1340 en l'étendant aux échevins et bourgeois de Wrocław qui s'étaient faits ses alliés.
Nanker menait une vie ascétique et sa piété fut saluée par l’Église. À sa mort en 1341, on l'inhuma dans la Cathédrale de Wrocław.